# Angelcorpse
Angelcorpse – amerykańska grupa muzyczna wykonująca death metal. Powstała w Kansas 1995 roku z inicjatywy Gena Pałubickiego i Pete Helmkampa. W 1996 roku grupa wydała demo zatytułowane Goats of Azazael, by niedługo potem podpisać kontrakt płytowy z francuską Osmose Productions, dla której to wydany został pierwszy studyjny album grupy pt. Hammer of Gods. Zespół powstał w czasie nieco przygasającej popularności death metalu i dzięki swej bezkompromisowości szybko zyskał status kultowego. Tematyka utworów oscylowała zawsze wokół motywów antychrześcijańskich i związanych z wojnami.
W 1999 formacja rozpadła się, reaktywowała się jednak w 2006 roku, rok później nagrywając album pt. Of Lucifer and Lighting. W 2009 roku grupa została ponownie rozwiązana.
W 2015 roku z okazji dwudziestej rocznicy powstania grupa została reaktywowana.

## Muzycy
Obecny skład zespołu
- Pete Helmkamp - gitara basowa, śpiew (1995-2000, 2006-2009, od 2015)
- Gene Palubicki - gitara (1995-2000, 2006-2009, od 2015)
- Ronnie Parmer - perkusja (od 2015)

Byli członkowie zespołu
- John Longstreth - perkusja (1996-1998, 2006-2007)
- Tony Laureano - perkusja (1999-2000)
- Gina Ambrosio - perkusja (2006)[5][6]
- Paul Collier - perkusja (2008)
- J.R. Daniels - perkusja (2007)[7]
- Bill Taylor - gitara (1996-1998, 2015-2016)
- Terry "Warhead" Eleftheriou - perkusja (2008-2009)
- Kelly Mclauchlin - gitara (2008)[8]

## Dyskografia
| Albumy studyjne - Hammer of Gods (1996) - Exterminate (1998) - The Inexorable (1999) - Of Lucifer and Lighting (2007) Kompilacje różnych wykonawców - Scream Forth Blasphemy - A Tribute to Morbid Angel (2000) - Tyrants From the Abyss - A Tribute to Morbid Angel (2002) - Seven Gates of Horror – A Tribute to Possessed (2004) | Inne - Goats to Azazael (1996, demo) - Nuclear Hell (1997, singel) - Wolflust (1997, singel) - Winds of Desecration (1999, split) - Iron, Blood & Blasphemy (2001, kompilacja) - Death Dragons Of The Apocalypse (2002, album koncertowy) |